# The Bush Brother

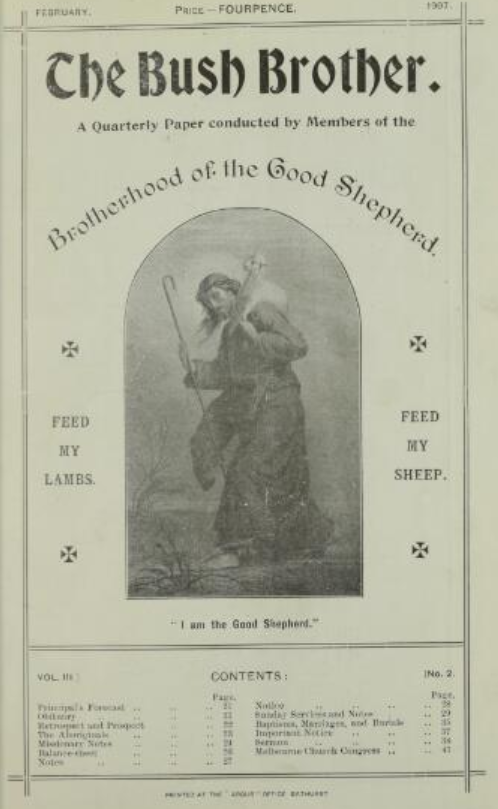
Titelseite der The Bush Brother vom Februar 1907.

The Bush Brother war ein englischsprachiges vierteljährlich erscheinendes Journal der Ordensgemeinschaft der Brotherhood of the Good Shepherd in Dubbo, New South Wales, Australien. Die Veröffentlichungen hatten hauptsächlich Religion und missionarische Arbeit mit Fotografien aus ländlichen und abgelegenen Gebieten Australiens und seiner Menschen zum Inhalt.

## Erscheinungs-Geschichte
Die Brotherhood of the Good Shepherd veröffentlichte The Bush Brother von 1904 bis 1980. Frederick Henry Campion gründete das Journal im September 1904 und schrieb in der Werbung:

„...ein vierteljährliches Magazin, herausgegeben für Freunde und Subscribenden in Australien und England, und für diejenigen, die in den Distrikten leben, wo wir arbeiten. Das Ziel ist es, die Arbeit der Brotherhood aus jedem Gebiet zu beschreiben, Taufen und Hochzeiten zu veröffentlichen, etc., eine vierteljährliche Statistik zu veröffentlichen, und inhaltliche Artikel von den Brüdern, die ihre Arbeit im letzten Vierteljahr beschreiben. Es wird auch eine Predigt und andere spirituelle Hilfen für diejenigen beinhalten, die im Busch leben.“

Das Magazin wurde zu einem Preis von drei Pence pro Exemplar vertrieben.
Die Bush Brotherhood hatte ihre Ursprünge in der Siedlung des Bishop of Rockhampton bei Longreach in Central Queensland, der so genannten St. Andrew’s Bush Brotherhood. Der Erfolg dieses Projekts führte zur Bildung von drei weiteren Bush Brotherhoods in Herberton, Charleville und Dubbo.

## Digitalisierung
The Bush Brother wurde in der Datenbank Trove der National Library of Australia digitalisiert.